# イギリス恐竜図鑑
『イギリス恐竜図鑑』（イギリスきょうりゅうずかん、原題: Dinosaur Britain）は、Maverick Televisionが制作し、ITVが放送したイギリスのドキュメンタリーシリーズ。全2回。日本では NHK Eテレ で放送された。
本作では中生代のイギリスに多くの恐竜が生息していたことが強調されており、バリオニクスやイグアノドンといったイギリスから発見された恐竜に焦点が当てられ、現代のイギリスを舞台にCGで彼らの姿を描いている。案内人のエリー・ハリソンと古生物学者ディーン・ロマックスが、実際に恐竜と遭遇する形で解説する。日本語版では渡辺徹がナレーターを務めた。

## 登場人物
エリー・ハリソン
演 - 本人
ジャーナリストで、本作のナビゲーター。幼少期から恐竜が好きだったが、イギリスで恐竜が多産することは知らなかったと語る。本作ではイギリスにおける恐竜研究の中枢とされるロンドン自然史博物館から旅を始める。
ディーン・ロマックス
演 - 本人
イギリスの恐竜研究の権威。当時25歳で、 イギリス国内では最年少の古生物学者の1人。オックスフォード大学でエリーを出迎え、恐竜研究の歴史を概説する。
ダレン・ナイシュ
演 - 本人
イギリスの古生物学者。博物館ダイナソー・アイルでエリーを迎え、ネオヴェナトルに襲われたマンテリサウルスの化石を見せて説明する。
デイヴィッド・マーティル
演 - 本人
イギリスの古生物学者。カーディフ国立博物館の研究者で、番組製作時にはまだ未記載であったジュラ紀最古の獣脚類の恐竜をカーディフにやって来たエリーに紹介する。
ピクニック中の一家
演 - コーヘン・デイ（子）、ジェン・デイ（母）、ローラント・C・ルーカス（父）

## スタッフ
- プロデューサー - ダン・ゴールドサック、ギャレス・ジョンソン[8]
- 編集 - ジャスティン・アムスデン[8]
- 視覚効果 - ダニエル・ウィラーズ、カーン・クチュク[8]

## 生物
- バリオニクス
- メガロサウルス
- イグアノドン
- ヌテテス
- スケリドサウルス
- ケティオサウルス
- エキノドン（英語版）
- プロケラトサウルス
- ネオヴェナトル
- マンテリサウルス
- ダケントルルス
- 未記載の小型獣脚類 - 番組放送の翌年にドラコラプトルと命名[9]。

## 展開
イギリスではITVで2015年8月31日に第1回が、翌日の9月1日に第2回が共に1時間枠で放送された。日本では NHK Eテレ『地球ドラマチック』内で2016年4月2日に「第1回 "恐竜"の誕生」と4月9日に「第2回 ティラノサウルスの祖先」がそれぞれ45分で放送された。
日本では2話を収録したDVDがNHKエンタープライズから2017年1月に発売されている。

## 評価
イギリスのタブロイド紙デイリー・ミラーのサラ・ワリスは「少しジュラシック・パークのように感じられ始めている」と本作のグラフィックを高評価した。また、内容については「エリーが恐竜と共に歩くフリをしているわずかに笑えるシーンはさておき、本作は歴史を通した魅惑的な冒険だ」と評価した。